# Rocca Busambra
Rocca Busambra ist ein Berg des Gebirges Monti Sicani im Westen der italienischen Insel Sizilien. Er liegt auf dem Gebiet der Gemeinden Corleone, Godrano, Mezzojuso und  Monreale in der Provinz Palermo.

## Lage und Geologie
Mit einer Höhe von 1613 m ist die Rocca Busambra die höchste Erhebung der Monti Sicani und Westsiziliens. Der Berg dominiert auf Grund seiner Höhe das Landschaftsbild der eher kargen Hügellandschaft und liegt im Naturschutzgebiet Bosco della Ficuzza. Die Erhebung ist geprägt durch die Karsthochflächen des Gipfels, welche von Grotten und Felsspalten zerklüftet ist. An Gestein findet sich  Flysch, Kalkstein und Dolomit. Bei guten Bedingungen reicht der Blick vom Gipfel bis zum Ätna an der Ostküste.

## Ökologie
Die Flora ist typisch für den Westen Siziliens. Der Berg liegt mitten im 7.398 ha großen  als Riserva Naturale Orientata Bosco della Ficuzza, Rocca Busambra, Bosco del Cappelliere e Gorgo del Drago im Jahr 2000 ausgewiesenen Naturschutzgebiet.  Die Flockenblume Centaurea busambarensis ist nach dem Berg benannt. Eine Art des Felsen-Gelbsterns (Gagea bohemica var. busambarensis) kommt auch nur hier vor und trägt ebenfalls den Namen der Erhebung. Andere häufige Gewächse sind Hornkräuter oder Hundskamillen. Der Berg und das Naturschutzgebiet sind mit Wanderwegen erschlossen. Ausgangspunkt für diese ist ein nahegelegenes Jagdschloss der Bourbon im Ortsteil Ficuzza der Gemeinde Corleone.

## Mafia
Die Nähe zu einem der Zentren der Cosa Nostra beziehungsweise der Corleonesi aus der benachbarten Stadt Corleone brachte es mit sich, dass in der Vergangenheit in den schwer zugänglichen Hügeln und den Höhlen rund um den Rocca Busambra die Mafia ihre untergetauchten Mitglieder versteckte. Auch ließ sie hier zahlreiche Opfer ihrer Morde in den vielen Felsspalten des Berges verschwinden.

## Bilder

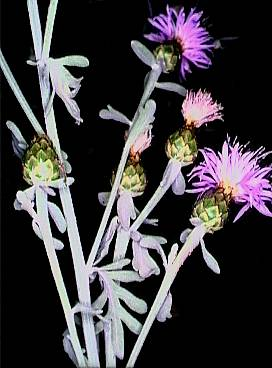
Die nach dem Berg benannte Centaurea busambarensis
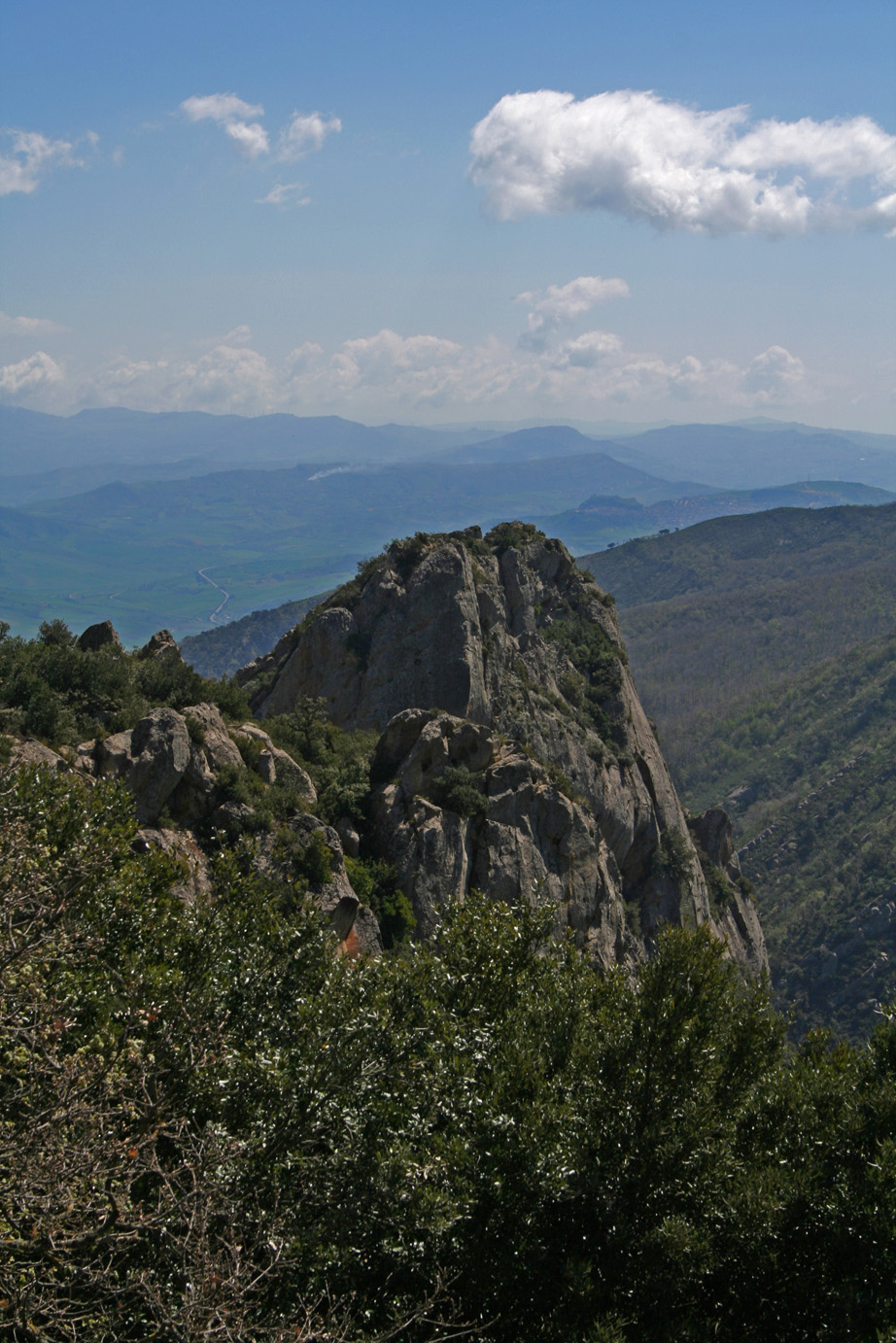
Teilansicht des Gipfels
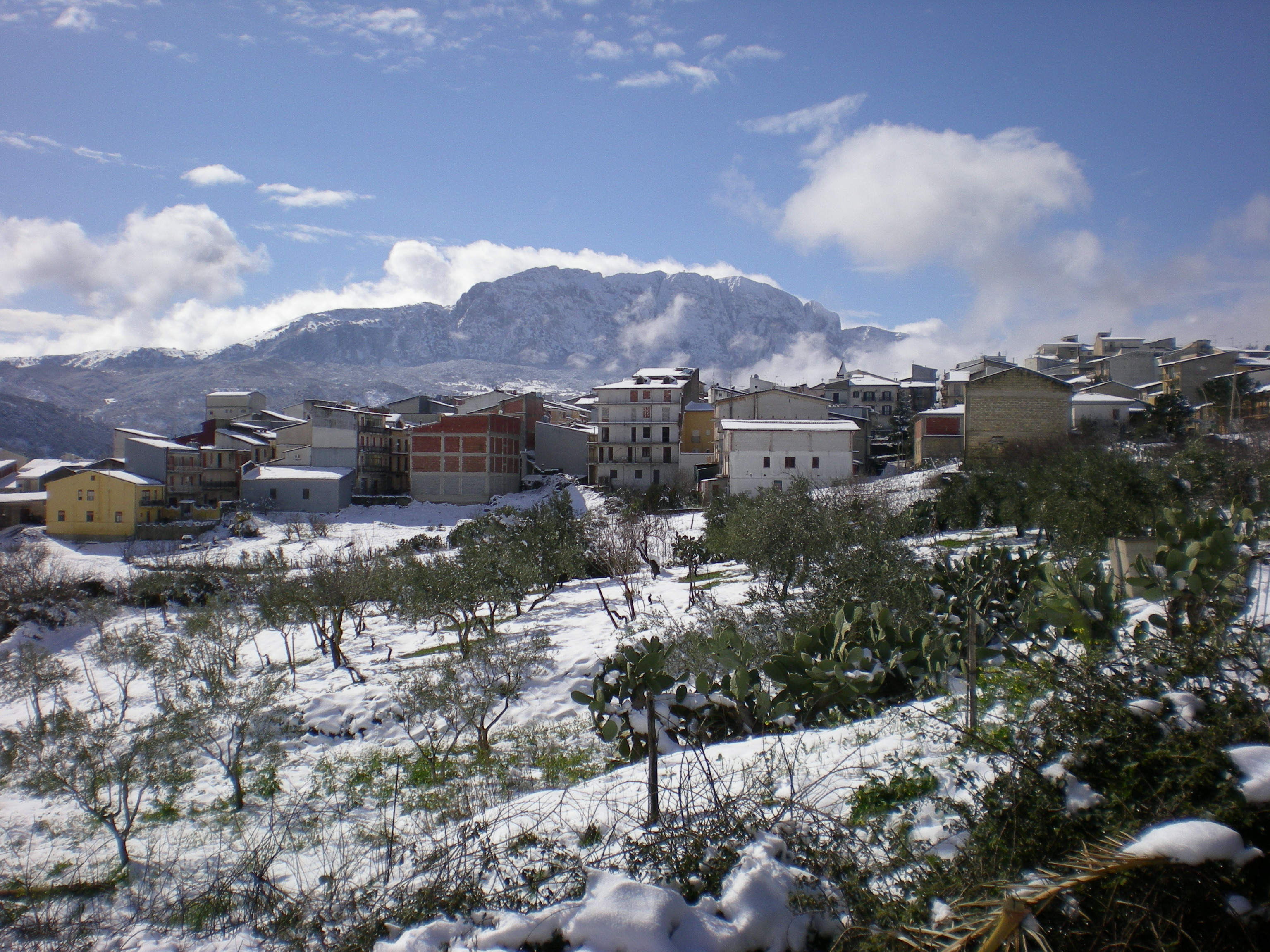
Der Berg im Winter
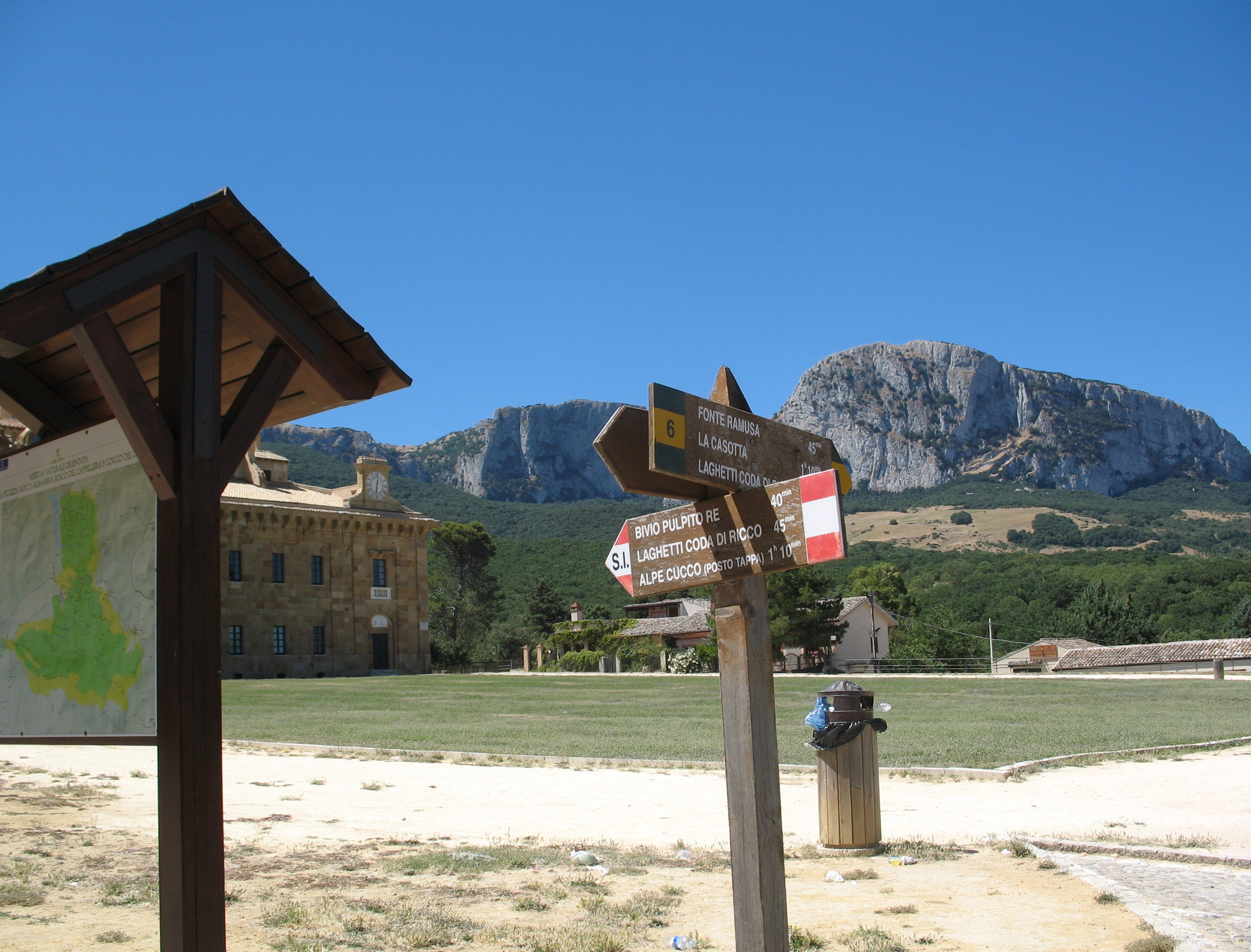
Wegweiser der Wanderwege
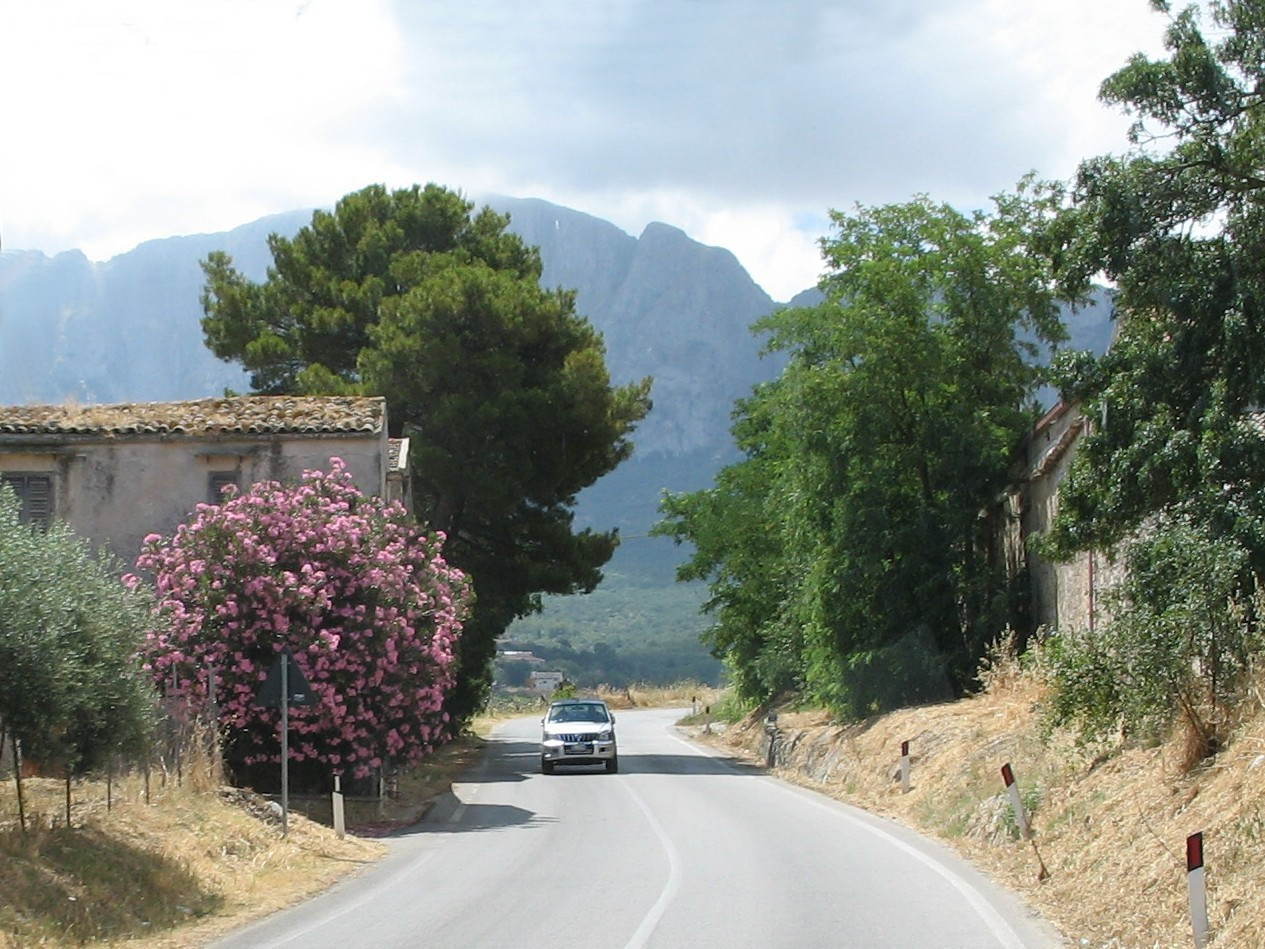
Die umgebende Landschaft
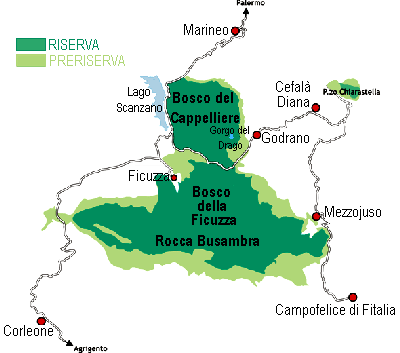
Lage im Naturschutzgebiet